# Alexandre Geijo Pazos
Alexandre Geijo Pazos (Ginebra, 11 de març de 1982) és un exjugador professional hispano-suís de futbol. Jugà a la demarcació de davanter.

## Trajectòria
Va iniciar la seva carrera a l'equip suís Neuchâtel Xamax, del qual va passar al Màlaga B, on va ser convocat diverses vegades pel primer equip, fins que, finalment, l'any 2004 va aconseguir fitxa al Màlaga CF. Després d'una temporada gairebé sense jugar, l'any 2005 va fitxar pel Xerez CD, en el qual va romandre fins a l'any 2007, quan el Llevant UE s'hi va fixar.
El 2009 és fitxat pel Racing de Santander.
És l'actual màxim golejador en la història del Màlaga B a Segona Divisió amb 15 gols.

## Clubs
- Neuchâtel Xamax (Suïssa), 2000-2001
- Màlaga B (Espanya), 2001-2004
- Màlaga CF (Espanya), 2004-2005
- Xerez CD (Espanya), 2005-2007
- Llevant UE (Espanya), 2007 - 2008
- Racing de Santander (Espanya), 2009-10
- Udinese Calcio (Itàlia), 2010-
- Granada CF (Espanya), 2010-2012
- Watford FC (Anglaterra), 2012-2013